# 清景陵
清景陵（穆麟德轉寫：ambalinggū munggan，大词典轉寫：ambalingguu munggan）位於中國河北省遵化市的清东陵，是清聖祖康熙帝及其后妃的陵墓。

## 歷史
康熙十三年，康熙帝自孝誠仁皇后駕崩後，陵園於康熙十五年二月十日（1676年3月23日）開始興工，康熙二十年（1681年）完工。景陵地宮中除葬有康熙帝之外，還有他的四位皇后及一位皇貴妃，分別是：孝誠仁皇后、孝昭仁皇后、孝懿仁皇后、孝恭仁皇后與敬敏皇貴妃。在清朝皇家陵寢中景陵有多個先例，如景陵是第一個廢除火化實行土葬的陵寢，同時景陵也開創了皇帝陵內先葬皇后、不閉石門，以待皇帝的制度，而景陵地宮內除葬有康熙帝及他的四位皇后之外，還附葬有皇貴妃，也是首創。
光緒三十一年（1905年）的一場大火燒毀了隆恩殿，直至宣統年間才完成重建。

### 景陵被盜
1928年7月，孫殿英以軍事演習為由，帶著部隊來到清東陵，洗劫了慈禧定陵和乾隆裕陵，又挖掘康熙景陵，不過剛挖不久，景陵地宮內就往外冒黃水，孫殿英一夥不敢貿然繼續，雖不甘心，卻也只能罷手。
1945年底，時任中共冀東軍區十五分區對敵工作部部長張盡忠，被當地盜墓慣犯王紹義買通後，帶領300餘人把盜陵冠以“鬥爭皇上大地主”、“幫助群眾度過饑荒”之名，大規模動員陵寢地宮的知情者加入，還拉攏了薊遵興聯合縣八區區長介儒。這場盜陵活動，變成一場上千人參與的明火執仗的群體性犯罪：每次盜陵，都在陵寢周邊5華里設置警戒哨，由持槍民兵負責看守。
1945年12月22日，盜匪將塵封了200餘年的景陵地宮打開，把隨葬珍寶全部盜走，康熙皇帝及四後一皇貴妃的骸骨散落在地宮之中。據說當盜匪揭開康熙帝的棺蓋時，突然從棺內噴出一團火焰來，將兩名盜墓賊臉部灼傷。張盡忠一夥離開時並沒有關閉地宮大門，一直處於開放狀態，此後每逢下雨，地宮就積滿水。
從1945年底到1946年1月，總計超過千人的盜陵隊伍把清東陵（除孝陵之外）的所有陵寢盜掘殆盡。
1952年清東陵成立了文物保管所，在一個雨天，考古人員來到景陵，康熙陵雖已不具備考古價值，他們還是臨時決定進去看看，於是沿著盜洞進入地宮，進入後發現三道石門皆敞開，而且越是往裡走，積水越深，抵達地宮正室，積水已經淹沒胸口，根本看不見棺槨，地宮內的水冰涼刺骨，給人一種陰森恐怖的感覺，雨還在繼續下，很快就會把人淹沒，考古人員決定撤離。
退出地宮時，考古人員順手將地宮大門關上，把景陵的盜洞口密封起來，這樣一來雨水就不會繼續往裡灌，景陵已不具備考古價值，為保護遭受過盜墓厄運的景陵地宮以及康熙皇帝的骨骸，有關部門決定暫不清理，也不對外開放景陵地宮，康熙皇帝的遺骨至今還泡在泥水之中，他的4位皇后、1位皇貴妃的遺骨也遭到了同樣的命運。
1995年到1996年，清東陵文物管理處對景陵的地面建築進行了一次全面的修繕，使景陵的地面建築基本上已經恢復歷史原貌。

## 附屬建筑

### 景陵妃园寝
景陵妃園寢位于景陵東南方0.5公里，內葬康熙帝的48位妃嬪和1位皇子，是清朝在關內建造的首座妃園寢，亦是所葬人數最多的一座妃園寢。
康熙二十年初建時，稱妃衙門。雍正五年才尊為妃園寢。建有宮門三間、享殿五間、左側燎爐一座，陵寢門三。宮門及陵寢門兩側均繚以周垣，為綠色琉璃瓦頂。門外，兩廂各五間，東西班房各三間，一孔石橋一座。陵寢門內，自康熙二十年葬入慧妃起，至乾隆三十二年葬入曉答應止，共歷時八十七年，葬有：貴妃一人，妃十一人，嬪八人，貴人十人，常在九人，答應九人，阿哥一人，共四十九人。
景陵妃園寢所葬四十八位妃嬪，各自為券。有的生育過子女，有的略有小傳。至於其中的貴人、常在、答應，只是存有名目而已。妃嬪墓共分七層排列。基本上是左右對稱的。第一層二位，左為馬貴人，右為僖嬪；第二層四位，左為端嬪、定妃，右為熙嬪、良妃；第三層五位，左為十八阿哥胤祄、成妃、襄嬪，右為宜妃、平妃；第四層六位，左為純裕勤妃、惠妃、溫僖貴妃，中為順懿密妃，右為慧妃、榮妃、宣妃；第五層九位，左為尹貴人、謹嬪、（空券，多認為是為後葬於景陵的敬敏皇貴妃章佳氏所留）、伊貴人、布貴人，右為新貴人、通嬪、靜嬪、穆嬪、色常在；第六層十一位，左為文貴人、藍貴人、常常在、瑞常在、袁貴人，中為貴常在，右為徐常在、石常在、常貴人、勒貴人、壽常在；第七層十一位，左為尹常在、路常在、妙答應、秀答應、慶答應、靈答應，右為春答應、曉答應、治答應、牛答應、雙答應。
景陵妃園寢的建築格局為往後妃園寢的樣板。2015年10月31日，景陵妃园寝遭窃，文物后经追回。

### 雙妃園寢
景陵雙妃園寢位于景陵東南方1公里，為乾隆帝修建，葬有康熙帝之愨惠皇貴妃、惇怡皇貴妃。僅為了二位貴妃獨立修築妃園寢屬特例，是為乾隆帝感恩幼年時在宮中受其二人撫育，而下旨修建。雙妃園寢具有一般妃園寢不可具備的格局，如：東西配殿、方城、明樓……等，並在殿前設置一塊「丹鳳朝陽」的丹陛石，成為清朝等級最高的妃園寢。

## 图片集

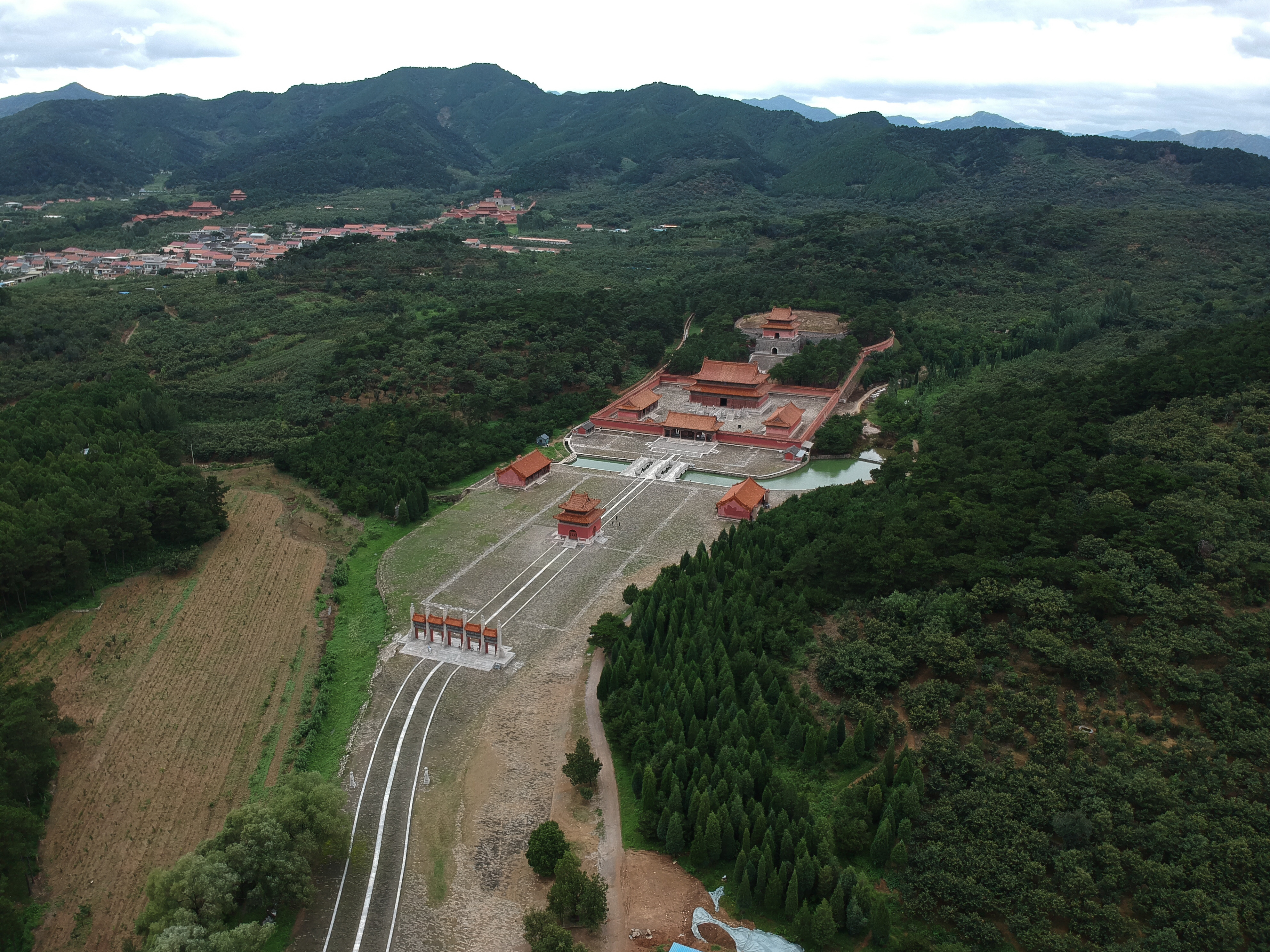
清康熙景陵鸟瞰
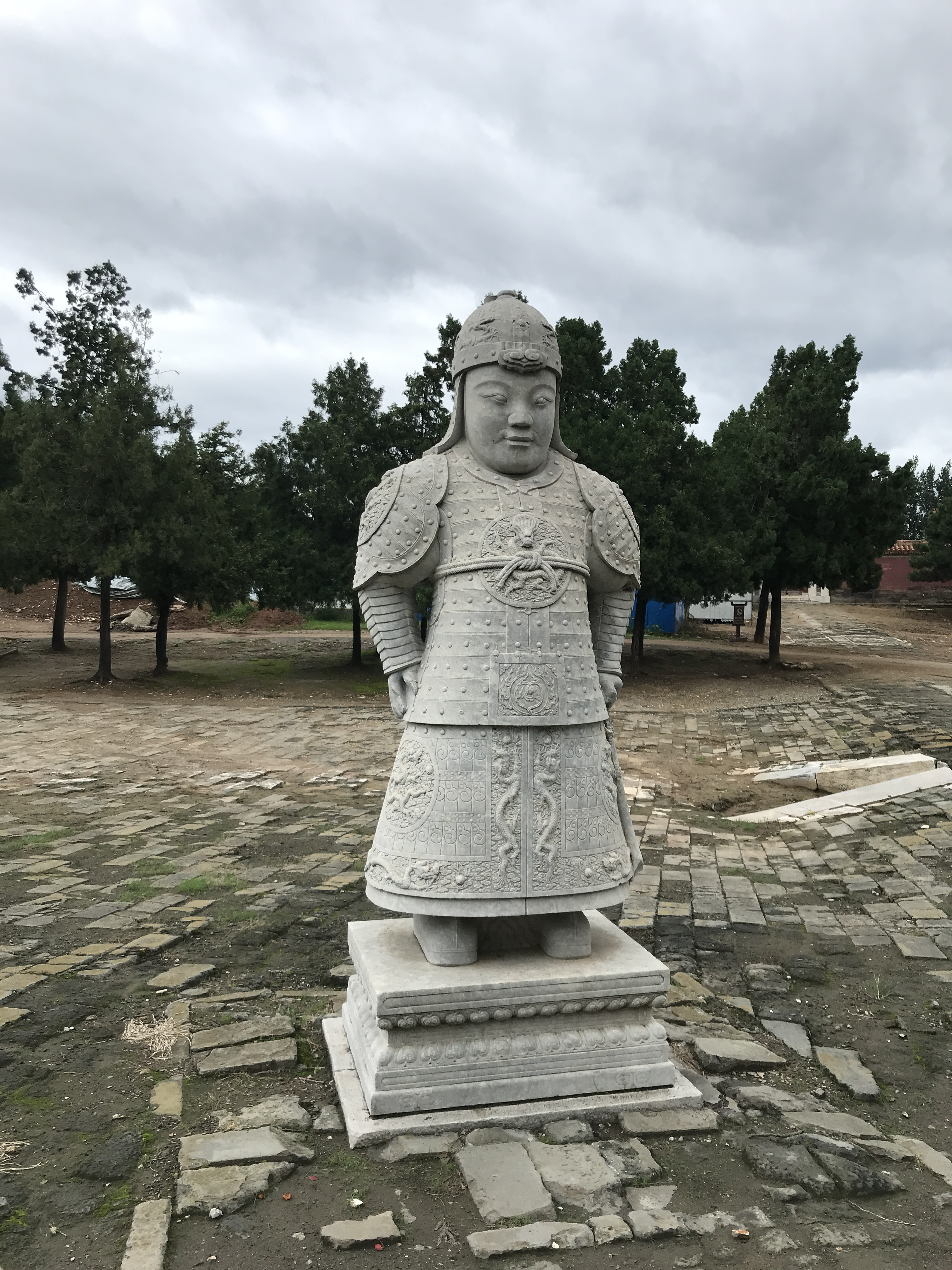
景陵石像生
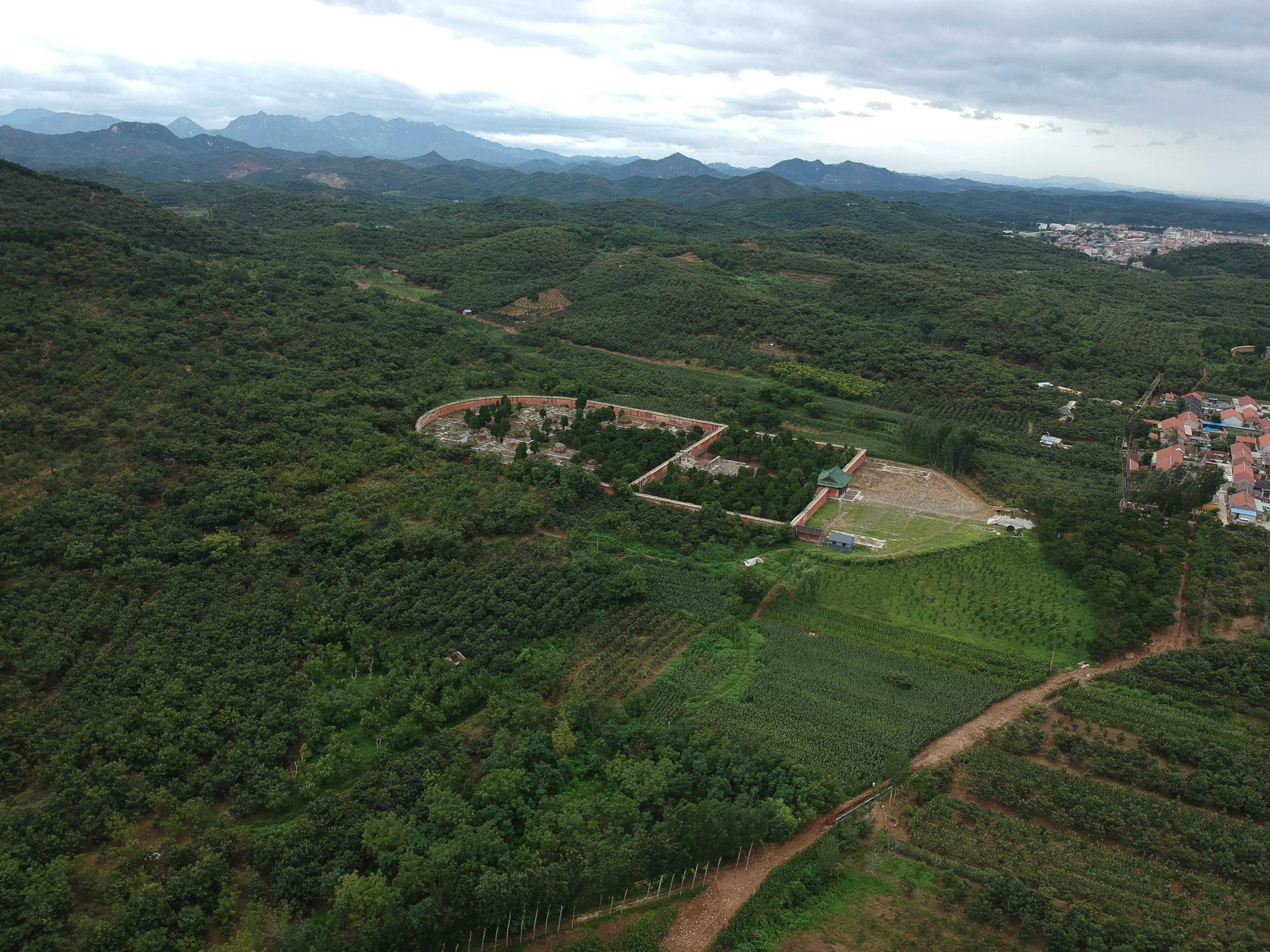
景陵妃园寝
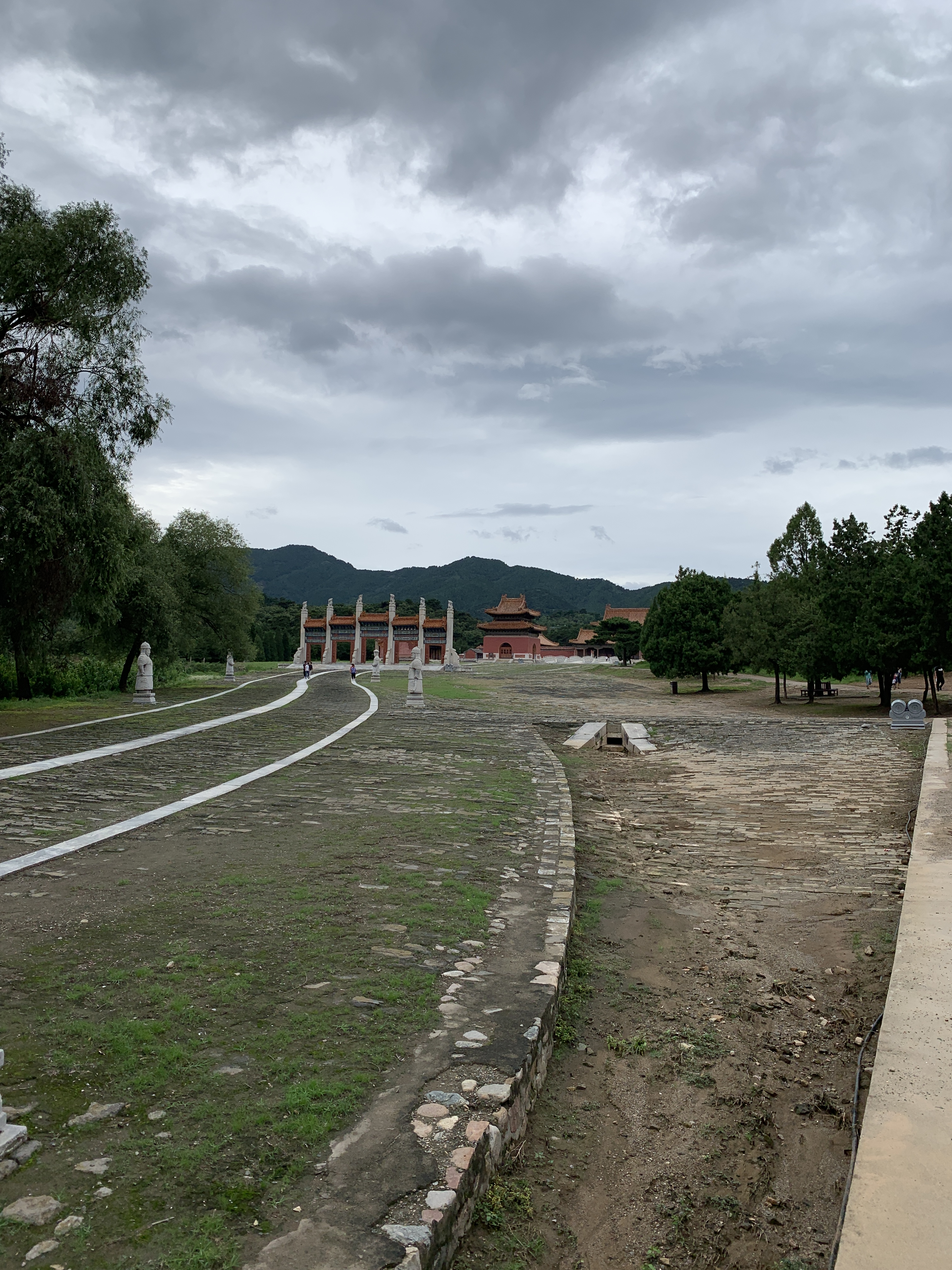
景陵神道及龙凤门
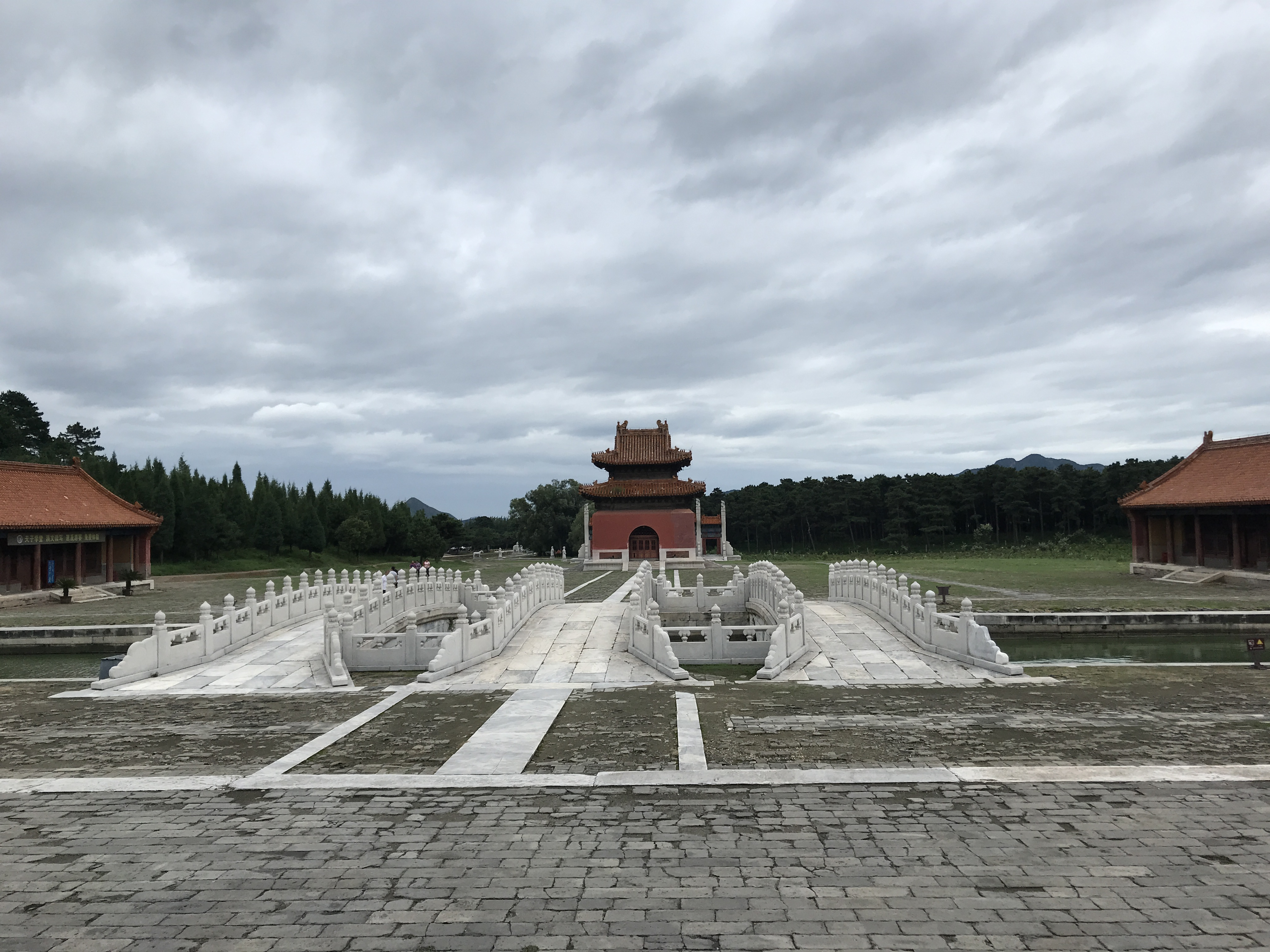
景陵神道桥及小碑亭
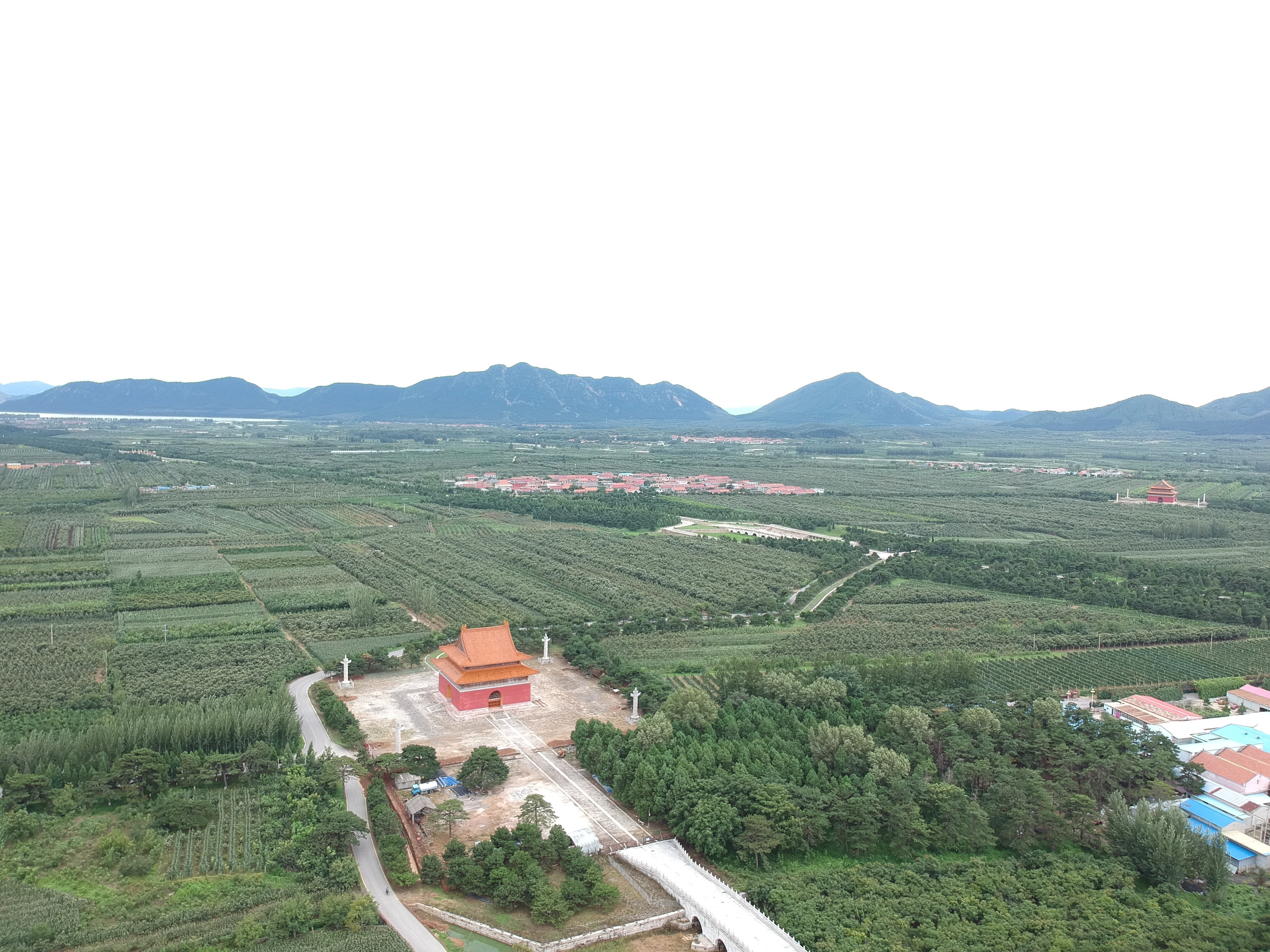
景陵神功圣德碑楼
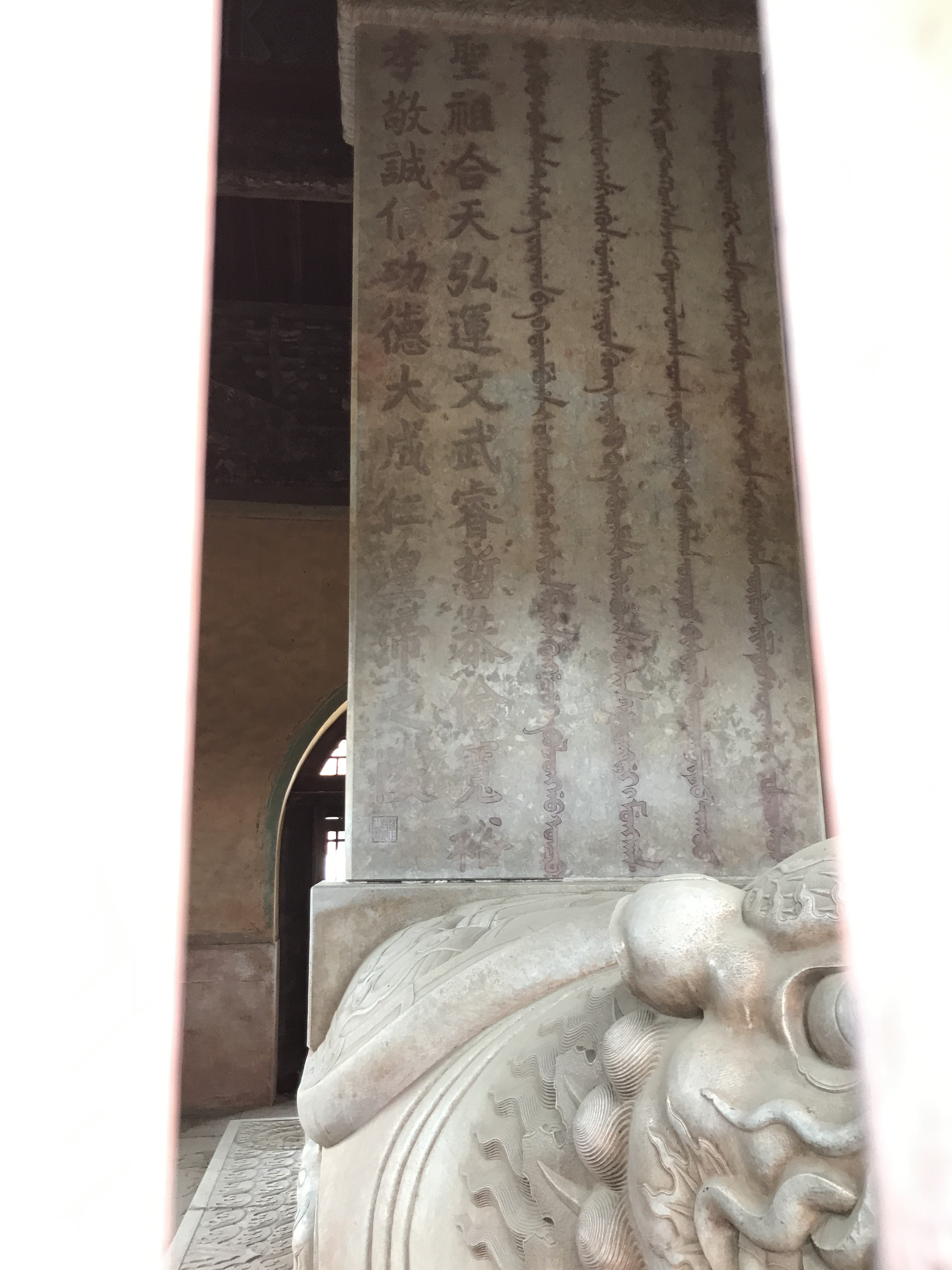
景陵小碑楼碑
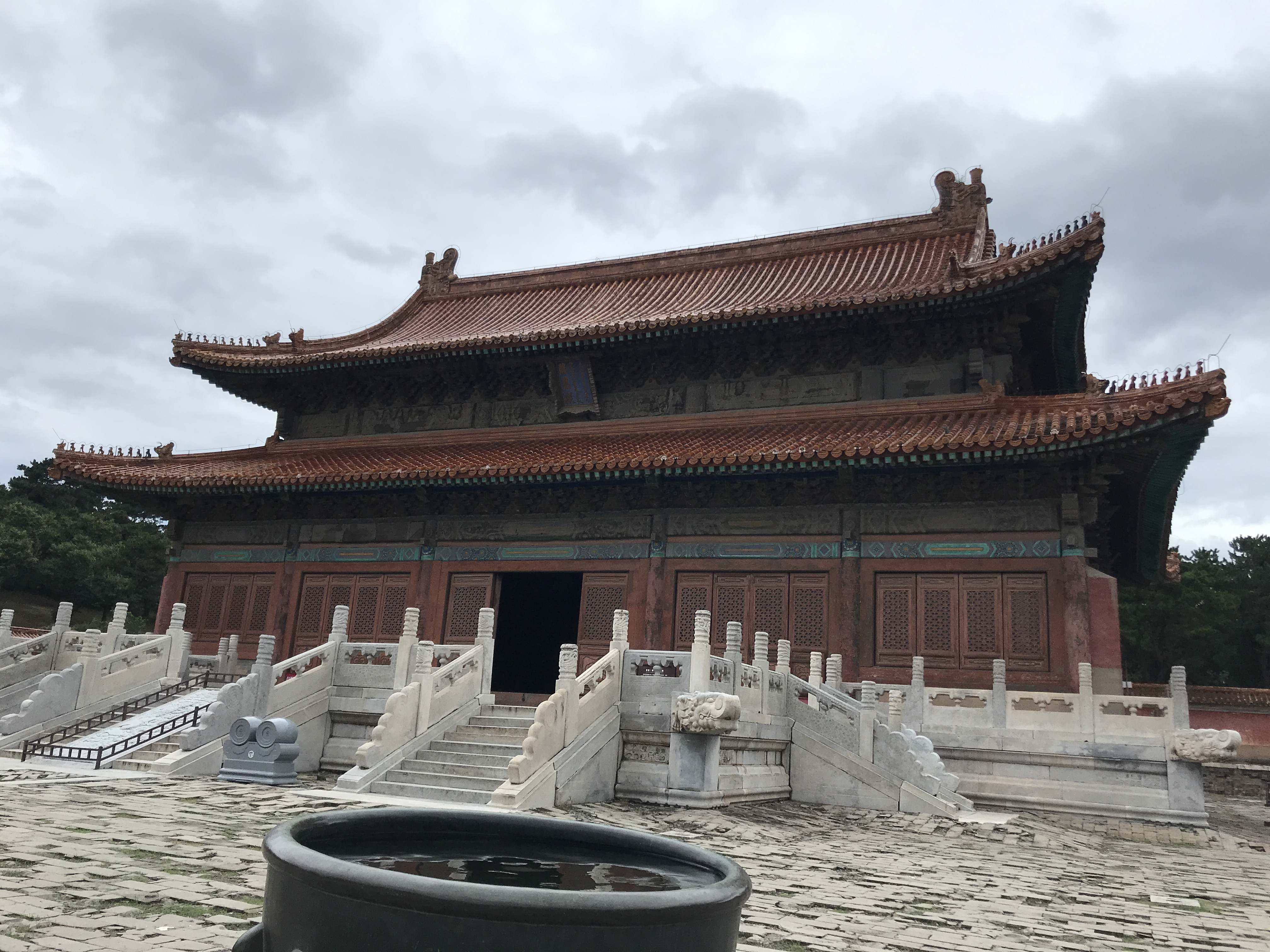
景陵隆恩殿
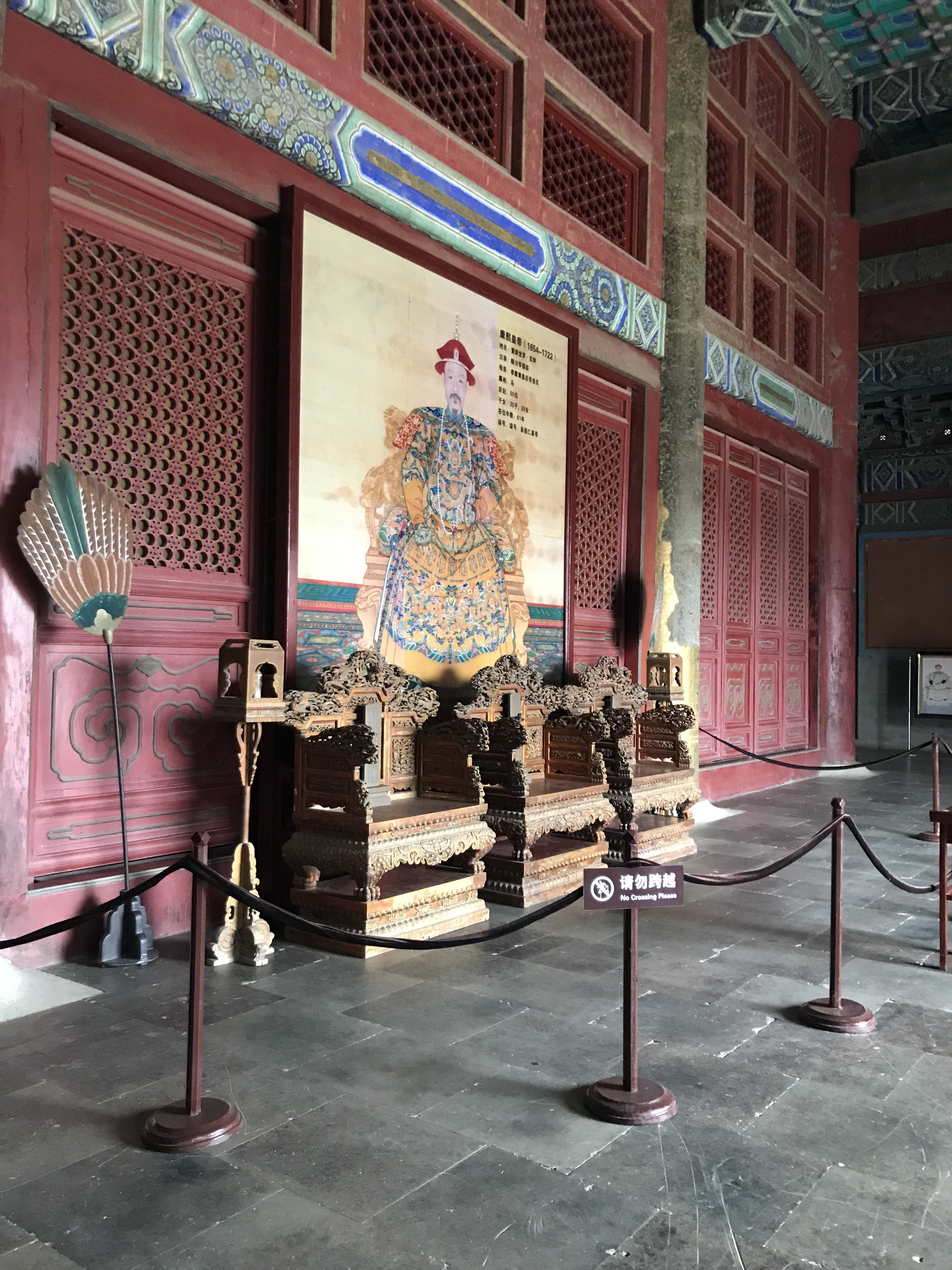
景陵隆恩殿内景
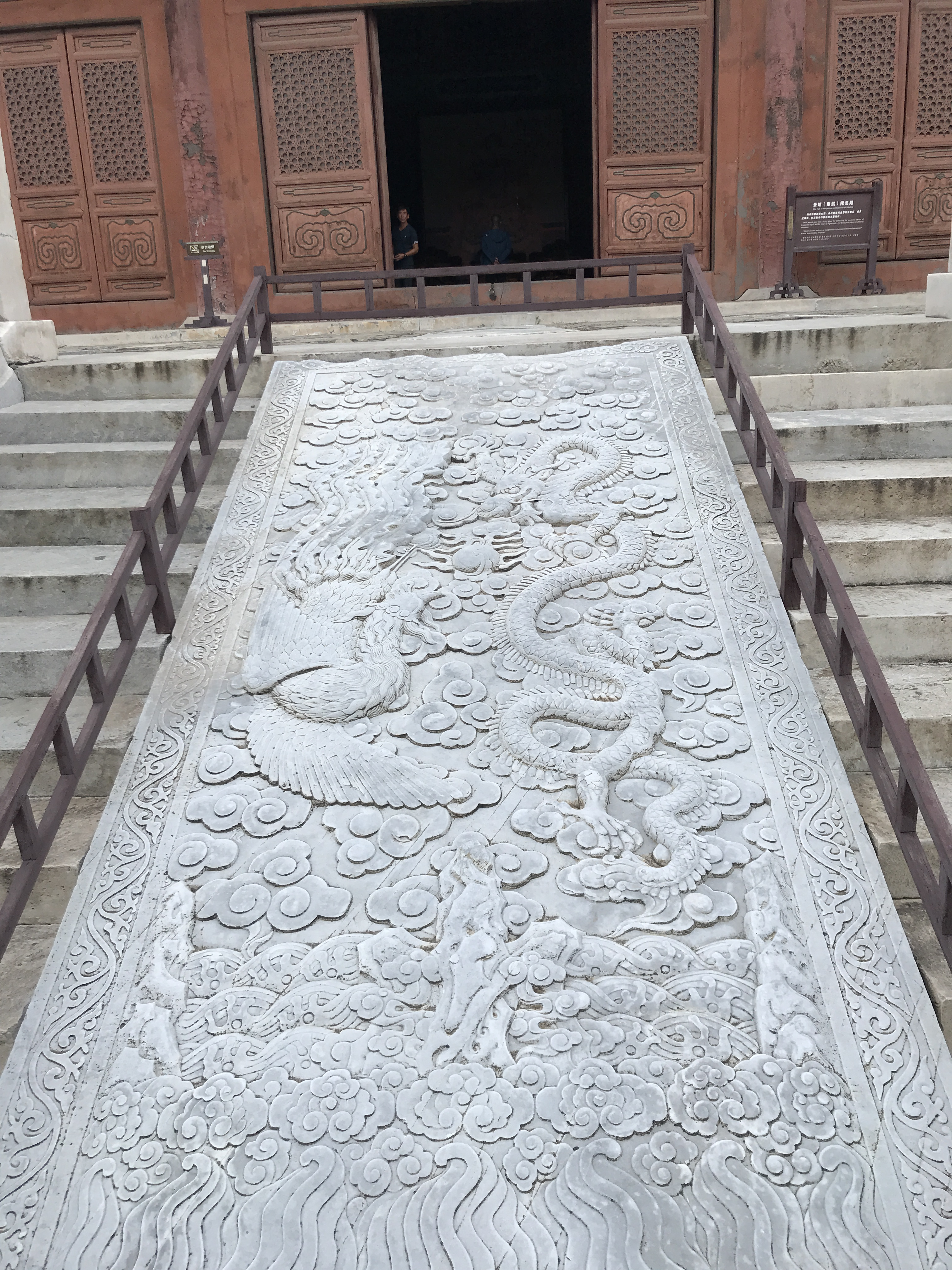
景陵隆恩殿前丹陛
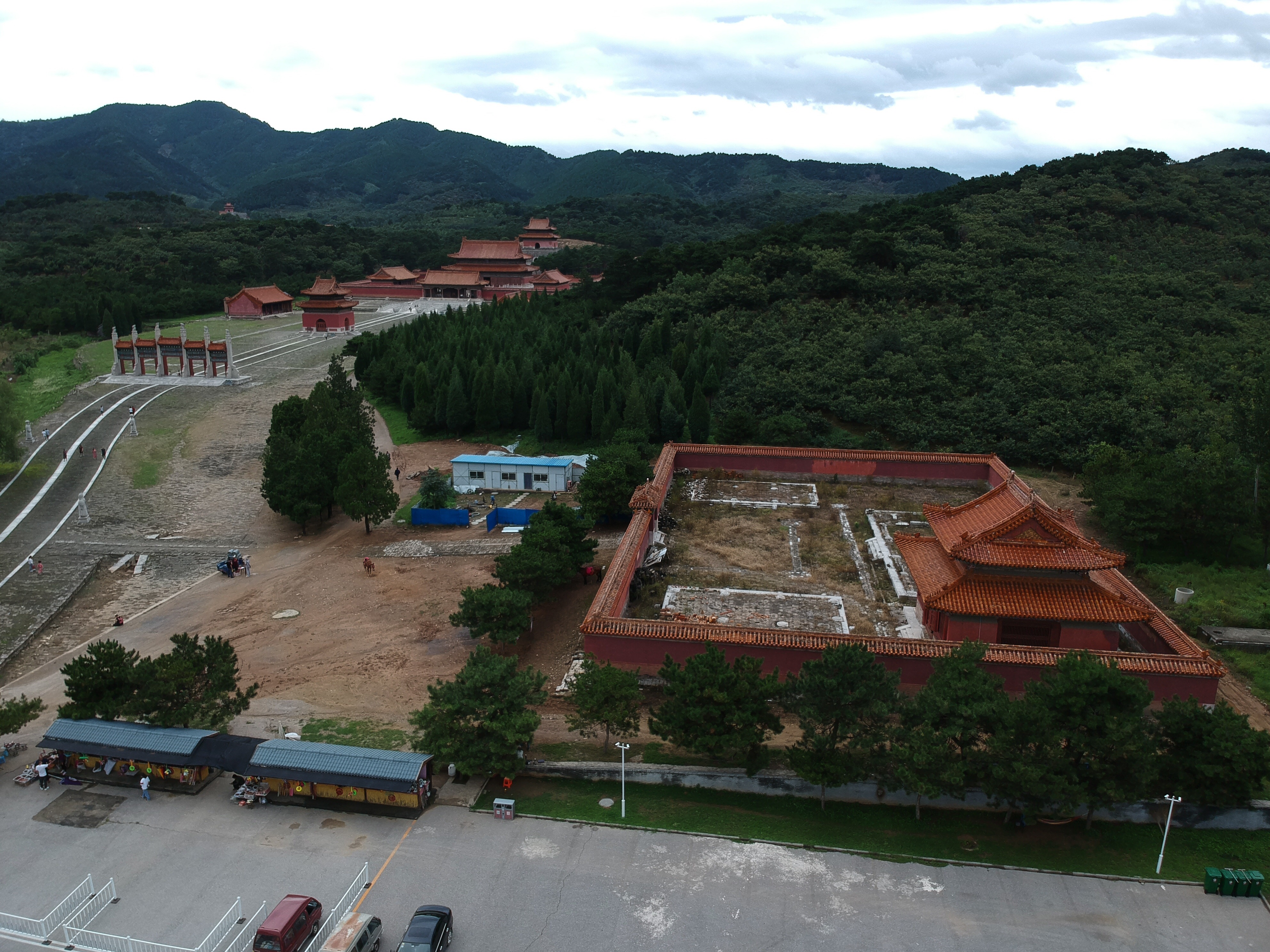
景陵神厨库